# Educació a distància

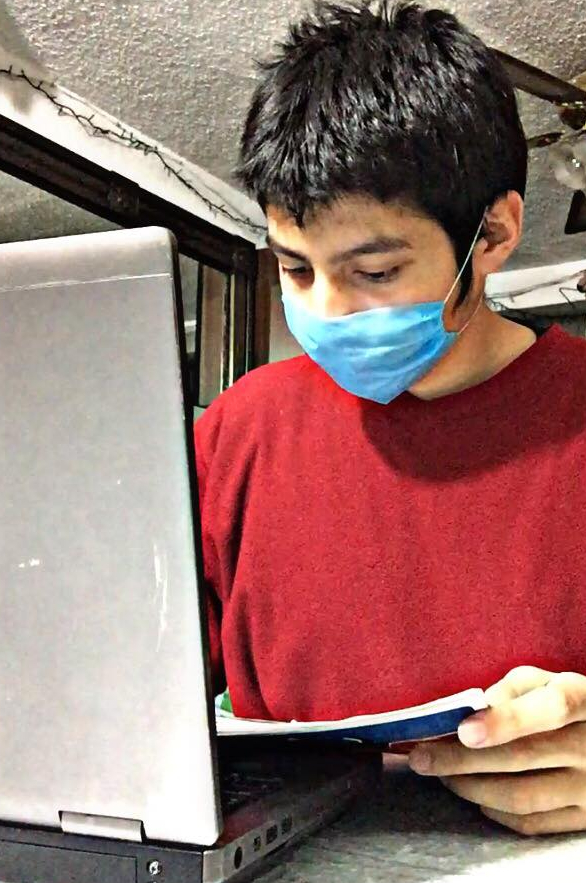
Estudiant fent educació a distància durant la Pandèmia de COVID-19.

L'ensenyament a distància o educació no presencial és l'ensenyament de manera que l'alumne i el professor es troben en un lloc físic diferent. L'estudiant es pot comunicar amb altres estudiants i professors per correu i videotrucades, pot participar en projectes individuals i en equip, debatre, fer i respondre preguntes, compartir material didàctic divers i ser avaluat. Actualment ha agafat molta força una variant més dedicada a l'ensenyament superior, els MOOC.
Una característica de la formació a distància com a metodologia educativa és el rol actiu que cal que l'estudiant adopte. L'educació a distància requereix el rol del tutor, que –per carta, telèfon, o altres noves alternatives que ens ofereixen les TIC - guia els passos de l'estudiant. L'educació a distància no pot encarregar-se de les primeres etapes educatives, perquè el paper de l'estudiant requereix unes habilitats mínimes per poder seguir les activitats no presencials per ell mateix, sols amb el guiatge del tutor.
Convé no confondre l'educació a distància amb un procés d'autoaprenentatge a partir d'uns continguts educatius com per exemple llibres, rebuts per correu o per Internet. El més important en l'educació a distància és garantir l'estudi independent per part de l'alumne, sense necessitat d'una intervenció contínua del professor. Es pot utilitzar o no tecnologia, en el cas de l'educació en línia es comparteix la característica de no-presencialitat del model, posant èmfasi en la utilització d'internet com a sistema d'accés a les activitats de formació i ús dels continguts, amb comunicació i interacció com a característiques fonamentals.

## Història
Té el seu origen en els cursos per correspondència que es remunten al segle xix. El primer curs d'educació a distància en el sentit modern va ser impartit per Isaac Pitman a la dècada de 1840, que va crear un curs de taquigrafia amb targetes enviades i rebudes per correu postal. Durant la segona meitat del segle xx, apareixen institucions universitàries que imparteixen titulacions impartides a distància. El 1946 neix la University of South Africa, el 1969 es funda la Open University a la Gran Bretanya i el 1974 a Alemanya es crea la Fernuniversität. Moltes universitats obertes són considerades "mega-universitats" amb més de 100.000 alumnes inscrits. A Catalunya, el primer curs acadèmic de la UOC (Universitat Oberta de Catalunya) va tenir lloc el 1995, es van iniciar de forma experimental la diplomatura de Ciències Empresarials i el segon cicle de la llicenciatura de Psicopedagogia i va ser la primera universitat exclusivament en línia del món.

## Ensenyament presencial
Tot procés educatiu necessita la participació activa de l'estudiant, però en l'educació a distància s'explicita la responsabilitat que l'estudiant pren en la seva educació. Aquest model consisteix a proporcionar a l'estudiant material didàctic (teòric i pràctic) perquè hi treballi pel seu compte. Els alumnes tenen a la seva disposició la possibilitat de fer consultes als professors, ja sigui per correu o telefònicament, per tal de resoldre dubtes. Els únics actes presencials que de vegades es fan de forma presencial són les activitats de gestió (cada vegada menys) i els exàmens (no sempre).
Els principals avantatges de l'ensenyament a distància són:
- La "no presencialitat", que permet dur la formació a qui viu lluny dels centres docents.
- Permet una impartició asíncrona de la docència, de forma que gent amb fortes limitacions d'horari (per exemple per assumptes laborals) pot accedir a la formació.

## Ensenyament semipresencial
L'ensenyament semi-presencial és una modalitat d'ensenyament en la qual s'alternen els períodes de formació presencial i telemàtica. Aquesta doble vessant permet aprofitar els avantatges de la formació a l'aula, i també aquells derivats de l'ensenyament virtual.
La possibilitat de compaginar l'ensenyament asincrònic (i sincrònic) a partir dels Entorns Virtuals d'Aprenentatge li dona també un valor afegit per sobre de l'ensenyament tradicional. Es pot produir una major individualització del procés d'ensenyament aprenentatge, atès que cada alumne pot tenir un ritme d'aprenentatge diferent al dels seus companys. Igualment destaca la interacció amb les noves tecnologies i accés a una gran quantitat d'informació.

## Ensenyament no presencial
Els models de formació a distància han anat evolucionant, paral·lelament a l'evolució de la tecnologia. En una primera generació els models estaven centrats en els materials, amb continguts en format paper, continguts digitals que reproduïen els llibres, àudios i programari instruccional. En una segona generació hi ha el model centrat els entorns virtuals d'aprenentatge, materials en línia, accés a recursos a internet, recolzats per la interactivitat dels fòrums i correu electrònic. En evolucions posteriors hi ha un model més centrat en la flexibilitat i la participació, continguts especialitzats, inclosos els generats per estudiants, simulacions en línia, comunitats d'aprenentatge. La formació s'orienta cap al treball en equip i l'estudiant ha de produir i gestionar coneixement de forma conjunta. El treball col·laboratiu permet noves metodologies docents i alhora noves formes d'aprenentatge. Els membres de comunitats en línia innovadores aprenen i construeixen coneixement col·lectiu mitjançant l'ús de les tecnologies i l'establiment de pràctiques discursives que permeten l'experiència virtual. Les manifestacions dels processos d'aprenentatge condueixen a l'experiència concreta, l'observació reflexiva, la conceptualització abstracta i l'experimentació activa en l'àmbit individual.

## Aportacions teòriques sobre l'educació a distància
Alguns dels autors que han aportat una contribució més rellevant per a la conceptualització de l'educació a distància són Otto Peters, Charles A. Wedemeyer, Michael G. Moore i Börje Holmberg. Peters és conegut per l'anàlisi que ha fet de l'educació a distància com un procés industrialitzat. En síntesi, aquest autor interpreta que l'educació a distància es caracteritza per principis propers a la producció industrial, com ara la racionalització i la divisió del treball, la mecanització i la producció massiva. Wedemeyer i Moore han examinat l'educació a distància posant atenció en l'autonomia i la independència de l'estudiant en aquests processos, tractant la distància com un fenomen pedagògic. Holmberg s'ha centrat especialment a desenvolupar una aproximació teòrica a l'educació a distància basada en l'ensenyament i l'aprenentatge interpretats com un procés d'interacció i diàleg que es duu a terme mitjançant una conversa didàctica guiada focalitzant el seu objecte d'estudi en la qualitat de l'educació a distància. Badia i Mominó sostenen que l'activitat basada en la interacció és una de les peces clau en els processos d'ensenyament virtual i puntualitzen que el concepte d'interacció en entorns virtuals ha d'incloure tant l'activitat general que despleguen els agents educatius implicats en el procés educatiu, com les activitats individuals d'aquests en la seva dimensió cognitiva i social, ja que les interaccions configuren una pràctica social complexa que té una funció clarament socialitzadora.
L'era de la informació i el coneixement i l'anomenada societat xarxa, construïda entorn de xarxes d'informació i de coneixement a partir de tecnologies, en què Internet és el mitjà de comunicació que constitueix la forma organitzativa estan forçant el col·lectiu docent a replantejar-se l'experiència educacional, tant en l'àmbit estructural com en el conceptual. La formació, superant les barreres de l'espai i del temps, ha d'aconseguir aprofitar i utilitzar les tecnologies de la informació i la comunicació de manera correcta, això exigeix el redisseny obligat de les propostes metodològiques dels programes de formació.

## Principis educatius en l'aprenentatge en l'educació a distància
Tot i que l'educació a distància té unes característiques que la fan diferent en alguns aspectes de d'altres tipus d'aprenentatge, no resulten sensiblement diferencials com per identificar un nou paradigma en l'educació. Per tant, si es té en compte que l'educació a distància és en un context més on es desenvolupen processos d'ensenyament i aprenentatge, la interpretem amb els mateixos criteris psicopedagògics aplicables a l'educació presencial. Des d'un punt de vista constructivista es pot considerar l'estudiant com un constructor mental actiu de significats i de sentit, relacionant coneixements previs amb nous coneixements, a qui li caldrà, en general, ajuda externa per construir aquest coneixement. Cal tenir en compte que es diversifiquen les vies d'accés al coneixement i més discontinuïtat en el procés d'aprenentatge en el cas dels estudiants amb més experiència professional i vital.
Els processos òptims d'aprenentatge a distància, segons Barberà, Badia i Mominó, s'haurien de conceptualitzar com un procés únic on el professor proporciona determinades ajudes i desenvolupa mecanismes d'influència educativa on l'estudiant, a conseqüència d'aquesta interacció amb l'expert construeix el seu coneixement. Les ajudes virtuals del professor es concreten en forma de guies i orientacions sobre els continguts, ajustades a cada estudiant. Les característiques de l'educació a distància exigiran al professor més complexitat en el desenvolupament i presentació del contingut, en funció de les necessitats dels estudiants, encarant les possibles discontinuïtats en el ritme d'aprenentatge i les diferències entre els alumnes. L'ús de recursos a partir de les tecnologies de la informació, bibliografia, materials escrits i en línia, potenciació de la interacció entre estudiants amb objectius d'aprenentatge ampli, com propostes de resolució de casos pràctics o planificacions d'actuació professionals possibiliten la participació dels estudiants en diferents activitats i formats diversos. El contacte telemàtic continuat del professor amb els estudiants, actuant de forma proactiva, haurà de permetre obtenir indicadors i elements que permetin avaluar el progrés d'aprenentatge i ajustar a les necessitats de cada moment. És important que el professor ha d'impulsar l'ensenyament virtual d'estratègies i habilitats que permetin als estudiants continuar aprenent de forma autònoma i controlar els seus propis processos d'aprenentatge.